# حلم

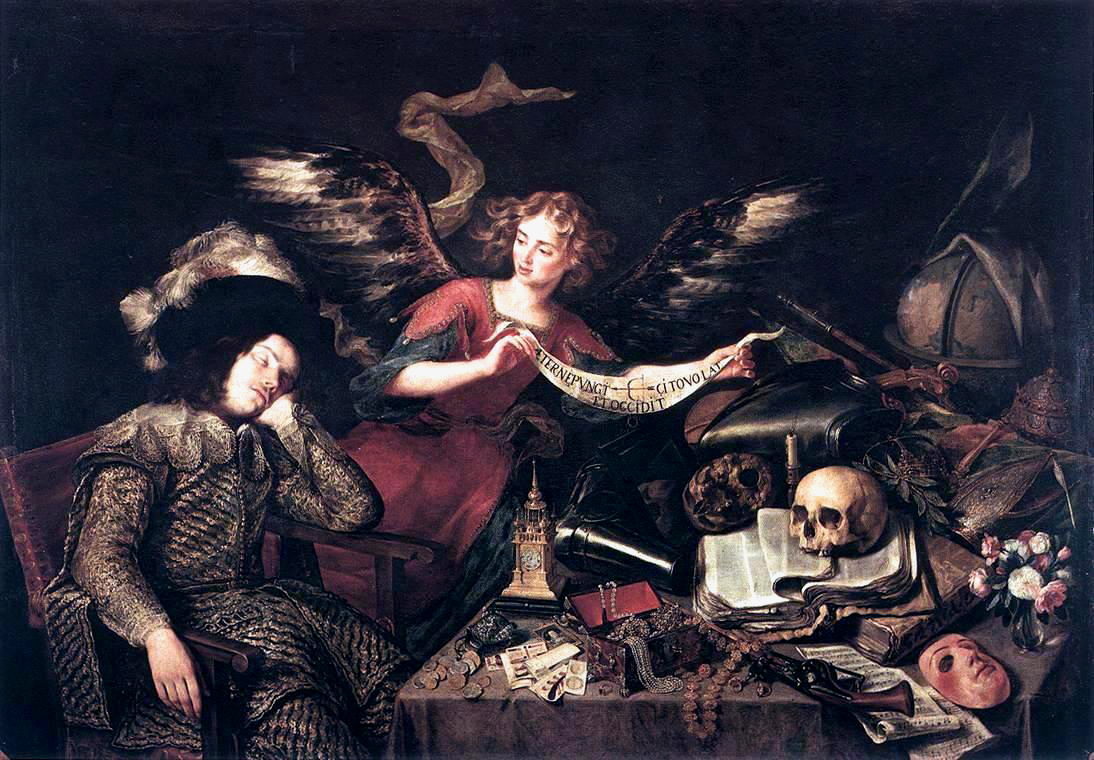
حلم الفارس لأنطونيو دي بيريدا

الرؤيا أو الحُلم هي سلسلة من الصور والأفكار والعواطف والأحاسيس التي تحدث عادةً بشكل لا إرادي في العقل خلال مراحل معينة أثناء النوم. يقضي البشر حوالي الساعتين في الاحلام بكل ليلة، ويستمر كل حلم حوالي 5 إلى 20 دقيقة، على الرغم من أن الحالم قد يعتقد أن الحلم أطول من ذلك بكثير. كان محتوى ووظيفة الأحلام موضوعات ذات أهمية علمية وفلسفية ودينية عبر التاريخ المسجل. ومثال ذلك تفسير الأحلام الذي مارسه البابليون في الألفية الثالثة قبل الميلاد. وقبل ذلك كان عند السومريين القدماء، يظهر بشكل بارز بالنصوص الدينية في العديد من التقاليد، ولعب دورًا رائدًا في العلاج النفسي. يُطلق اسم «علم الأحلام» على الدراسة العلمية للأحلام، تركز معظم دراسات الأحلام الحديثة على الفيزيولوجيا العصبية للأحلام وعلى اقتراح واختبار الفرضيات المتعلقة بوظيفة الحلم. من غير المعروف أين تنشأ الأحلام في الدماغ، ولايُعرف إذا كان هناك أصل واحد للأحلام أو إذا كانت مناطق متعددة من الدماغ لها أدور بالحلم، أو ما هو الغرض من الحلم للجسم أو العقل، خضعت تجارب البشر مع الأحلام وما يجب فعله بعد الحلم لتحولات كبيرة على مدار التاريخ. مُنذ زمن بعيد، وفقًا لكتابات بلاد ما بين النهرين ومصر القديمة، فرضت الأحلام سلوكيات على الشخص ما بعد الحلم، لكن تقلصت إلى حدٍّ كبير مع آلاف السنين اللاحقة. تسلط هذه الكتابات القديمة على أن الأحلام هي زيارة أو ظهور كائن إلهي أو مخلوق خارق للطبيعة، حيث تأمر الشخصية التي تأتي بالحلم الشخص الحالم باتخاذ تدابير وإجراءات محددة، والتي قد تتنبأ بأحداث مستقبلية. يختلف تأطير تجربة الحلم باختلاف الثقافات وتتغير مع الزمن.

## لماذا نحلم

### نظرة علماء الدين المسلمين
اهتم علماء الدين المسلمون بالأحلام وتفسيرها
وأصبح ذلك علماً بحد ذاته عند بعض المفسرين مثل: «محمد بن سيرين»، كما اهتم به مفكرون مثل: «محمد بن علي محي الدين بن عربي» (في كتابيه «فصوص الحكم» و«الفتوحات المكية»)، و«ابن خلدون»، وقد سعى: ابن عربي وابن خلدون إلى تفسير الأحلام وتحليلها وتقسيم أنواعها ومعرفة أسبابها ومصادرها، بينما لم يبدأ اهتمام علماء الغرب بدراسة الأحلام إلا حديثاً

### نظرة علماء الغرب
اهتم علماء الغرب بالأحلام:
- سيغموند فرويد وهو أول من وضع الأسس العلمية لتفسير الأحلام في كتابه الشهير سنة 1899 (تفسير الأحلام) حيث ذهب فيه إلى أن: الأحلام تنتج عن الصراع النفسي بين الرغبات اللاشعورية المكبوتة والمقاومة النفسية التي تسعى لكبت هذه الرغبات اللاشعورية؛ وهكذا فإن الحلم عبارة عن حل وسط أو محاولة للتوفيق بين هذه الرغبات المتصارعة، وبالنسبة لفرويد يلعب الحلم وظيفة «حراسة النوم» وصد أي شيء يؤدي إلى إقلاق النائم وإيقاظه فإذا أحس النائم بالعطش، مثلاً: فإنه يرى في منامه أنه يشرب الماء وبهذا يستمر نائماً ولا يضطر للاستيقاظ لشرب الماء، ولقد وضع فرويد مجموعة من الرموز يستعان بها لفهم الحلم وتفسيره.[14]
- ألفرد أدلر -أحد طلاب فرويد- يرى أن للحلم وظيفة توقعية أي أن النائم يتنبأ من خلال الحلم بما يمكن أن يواجهه في المستقبل.
- كارل يونغ يرى أن الحلم ليس فقط استباقاً لما قد يحدث في المستقبل ولكنه ناتج عن نشاطات اللاوعي، وهو يرى أن الأحلام تقدم حلولاً لمشكلات الشخص في محاولةٍ لإعادة التوازن إلى الشخصية.[15]

### الدراسات الحديثة
يعتقد عالم الأعصاب أنه يمتلك الإجابة في النهاية عن أحد أكثر الألغاز المحيرة في العلم: لماذ نحلم؟.
واستوحى إريك هويل، أستاذ مساعد باحث في علم الأعصاب بجامعة Tufts في ماساتشوستس، نظريته من الذكاء الاصطناعي (AI).
وفي تقرير جديد، يجادل بأن جودة الحلم التي غالبا ما تكون مهلوسة وغير منطقية، تشبه إلقاء بيانات جديدة وغير متوقعة إلى شبكة عصبية.
ويسمي البروفيسور هويل هذه «فرضية الدماغ المفرطة» - ويجادل بأنها تمنع العقول البشرية من «التلاؤم بشكل جيد مع التوزيع اليومي للمنبهات».
وتشير الفرضية، المقدمة في ورقة بحثية نُشرت في مجلة Patterns، إلى أن الأحلام هي تقنية متطورة بشكل طبيعي لجعل فهمنا للعالم أقل بساطة وأكثر شمولا.
ومثل الشبكات العصبية، تصبح أدمغتنا مألوفة جدا لـ «مجموعة التدريب» في حياتنا اليومية.
ولمواجهة الألفة، يخلق الدماغ نسخة غريبة من العالم في الأحلام - نوع من "الفوضى المقدمة، تهدف إلى إبقائنا متيقظين.
ويكتب هويل، وهو أيضا مؤلف روائي: «إن غرابة الأحلام في اختلافها عن تجربة اليقظة هي التي تمنحها وظيفتها البيولوجية. ومن خلال هلوسة التحفيز الحسي خارج التوزيع كل ليلة، يكون الدماغ قادرا على إنقاذ قابلية تعميم قدراته الإدراكية وزيادة أداء المهام».
واشتهر سيغموند فرويد بالنظر إلى الأحلام على أنها أدلة إلى اللاوعي. وجادل طبيب الأعصاب النمساوي ومؤسس التحليل النفسي بأن الأفكار والمشاعر والدوافع التي تهدد العقل اليقظ، يتم إطلاقها كصور مشوهة ومقنعة في أحلامنا.
وقال هويل: «من الواضح أن هناك عددا لا يُصدق من النظريات حول سبب حلمنا. لكنني أردت أن ألفت الانتباه إلى نظرية الأحلام التي تأخذ الحلم نفسه على محمل الجد - والتي تقول إن تجربة الأحلام هي سبب حلمك».
وتعتمد الشبكات العصبية على بيانات التدريب - على سبيل المثال، صور الأشخاص أو الحيوانات - للتعلم وتحسين دقتها بمرور الوقت.
ولكن المشكلة الشائعة عندما يتعلق الأمر بتدريب الشبكات العصبية، هي أنها يمكن أن تصبح أكثر دراية بالبيانات التي دُرّبت عليها.
ونتيجة لذلك، تصبح الشبكات العصبية في خطر افتراض أن مجموعة التدريب هي تمثيل مثالي لأي شيء قد تواجهه.
ويقوم علماء البيانات بإصلاح هذه المسألة، المعروفة باسم "overfitting"، عن طريق إدخال بعض «الفوضى» الغريبة وغير المنطقية في البيانات - على سبيل المثال، عرض بعض الصناديق السوداء العشوائية على سيارات ذاتية القيادة.
وهذا يشبه ما يحدث عندما نتعرض لمفاهيم غريبة أثناء الأحلام، والتي تصبح حية بشكل خاص أثناء نوم حركة العين السريعة - المرحلة الرابعة من النوم.
وفي حين أن مقارنة الدماغ بالتكنولوجيا ليست جديدة، قال البروفيسور هويل إن استخدام الشبكات العصبية العميقة لوصف فرضية الدماغ المفرطة كان اتصالا طبيعيا.
وقال: «إذا نظرت إلى التقنيات التي يستخدمها الناس في تنظيم التعلم العميق، فغالبا ما تكون هذه التقنيات تحمل بعض أوجه التشابه المذهلة مع الأحلام».
ويعتقد البروفيسور هويل أيضا أن الأشخاص الذين يعانون من مشاكل النوم والذين لا يحصلون على فرص كافية للحلم، يمكن أن يستفيدوا من تأثيرات المخدر أو الأفلام المجردة أو البرامج التلفزيونية التي تصور حالات تشبه الحلم.
وتتعلم العقول دائما أشياء جديدة - وهنا يأتي دور فرضية الدماغ المفرطة.
وقال هويل «الحياة مملة في بعض الأحيان. والأحلام موجودة لمنعك من أن تصبح أكثر ملاءمة لنموذج العالم».
كما يعترف هويل بأن أحد الاختلافات بين الإنسان والآلة هو أنه يمكنك ببساطة إيقاف التعلم في الشبكات العصبية الاصطناعية، لكن لا يمكنك فعل ذلك بالدماغ.
ونشر الخبير مؤخرا روايته الأولى بعنوان The Revelations، والتي تدور حول علم الأعصاب والموت و«البحث عن نظرية الوعي البشري».

### النظرة الدينية

#### في الإسلام
قسمت الشريعة الإسلامية ما يراه المرء في نومه ثلاثة أنواع: الرؤيا الصادقة وحديث الشيطان وأضغاث الأحلام.
- فالرؤيا الصادقة هي من الله، وقد يراد بها تبشير بخير، أو تحذير من شر، ويجب حمد الله عليها.
- حديث الشيطان: هو ما يراه النائم من مكروه، وهو من الشيطان، ويُسن أن يتعوذ بالله منه وينفث عن يساره ثلاثاً، وأن لا يحدث به.
- أضغاث الأحلام وهي: عبارة عن رغبات ومخاوف مكبوتة في العقل الباطن أو ما لغيرها من الأسباب.[17]

وقد ورد عن النبي محمد عدد من الأحاديث عن الأحلام ومنها: «رُؤْيَا الْمُسْلِمِ (المقصود الرؤيا الصادقة) جُزْءٌ مِنْ خَمْسٍ وَأَرْبَعِينَ جُزْءًا مِنْ النُّبُوَّةِ وَالرُّؤْيَا ثَلَاثَةٌ فَرُؤْيَا الصَّالِحَةِ بُشْرَى مِنْ اللَّهِ وَرُؤْيَا تَحْزِينٌ مِنْ الشَّيْطَانِ وَرُؤْيَا مِمَّا يُحَدِّثُ الْمَرْءُ نَفْسَهُ فَإِنْ رَأَى أَحَدُكُمْ مَا يَكْرَهُ فَلْيَقُمْ فَلْيُصَلِّ وَلَا يُحَدِّثْ بِهَا النَّاسَ».

## لماذا نحلم أحلاماً سريالية وغريبة
فرضية جديدة نشرت في مجلة علم الأعصاب «باترنز»، تفسر سبب غرابة أحلامنا، ولماذا يحتاج الدماغ هذا النوع من الأحلام؟
أنت مستلقٍ في سريرك الدافئ، ويبدو على وجهك النائم ملامح الهدوء والسلام، ولكن في الحقيقة دماغك يعمل بكل نشاط ليجمع لك صوراً سريالية ليس لها تفسير، ويضعها في شريط، ندعوه نحن البشر ”بالحلم".
من منا لم يجد نفسه يستيقظ ويسأل نفسه: ”لماذا كانت هذه السمكة ترتدي ربطة عنق، وتتحدث باللغة الفرنسية معي حول وجبتي المفضلة؟" هذه الأحلام الغريبة تتكرر كثيراً، والعلم يفسر لماذا.
فقد كشفت فرضية جديدة طرحها إريك هول، أستاذ مساعد باحث في علم الأعصاب بجامعة تافتس الأمريكية، في دراسة جديدة نشرت في مجلة (patterns) العلمية، أن الأحلام السريالية تساعد على ضبط تصور الدماغ للواقع اليومي، من خلال تقديم محفزات غير متوقعة وفوضوية بالنسبة لنا.
بمعنى آخر أن الدماغ يظهر واقعاً مشوهاً خلال الأحلام ليساعدنا على فهم ”واقعنا الحقيقي" بشكل أفضل، ولكسر النمطية والرتابة.
الفرضية مستوحاة من آلية عمل الذكاء الصناعي، والذي بُني ليشابه في عمله العقل البشري، كما يذكر موقع "iflscience"، إذ تتكون الشبكة العصبية للروبوتات من سلسلة خوارزميات صممت لتغذيتها بكميات كبيرة من البيانات، والتي تمر عبر عدد من النقاط المختلفة وتسمح بالتعرف على العلاقات والأنماط والكائنات، مثل تزويد الذكاء الصناعي بصور مختلفة حتى يتعلم تمييز إن كانت تعود لشخص أو لسيارة أو لنوع ما من الطعام.
ولكن إن استمر تزويد الذكاء الاصطناعي بأنماط واحدة، فسوف يؤدي إلى ما يعرف باسم ”فرط الجاهزية"، ما يعني تشويش أي بيانات جديدة لا تتفق مع النمط السائد. لهذا يقوم الباحثون في العادة بتزويد الأجهزة ببيانات ”فوضوية" غير متوقعة، حتى يكون النظام في حالة تأهب واستعداد دوماً لتمييز أي نمط ”غير متوقع" أو ”سريالي".
كما يعتقد هول أن العقل البشري يقوم بهذا حتى يبقي الدماغ على أهبة الاستعداد، مضيفاً أن ”الحياة مملة في بعض الأحيان، والأحلام موجودة حتى تمنعك من أن تعتاد على هذا النمط الممل، وتصبح جزءاً من نظام الرتابة في العالم".
بمعنى آخر فإن الأحلام الغريبة، حسب هذه الفرضية، هي وسيلة الدماغ ليبقي صاحبه سليم العقل.
وتدعم هذه الفرضية التغييرات التي حصلت على طبيعة أحلام الأفراد ممن يعيشون في الدول التي أغلقت بسبب وباء كورونا، والذي فسرته أستاذة علم الأعصاب وعلم النفس في جامعة سانت توماس الأمريكية، روكسان ج. بريتشارد، في لقاء مع "iflscience" بأنه يعود إلى التوتر بسبب الأحداث، والذي يجعل عقلنا على أهبة الاستعداد لمواجهة أي خطر.
هذا ويرى الموقع العلمي أن فرضية هول قد تتمكن من تفسير تزايد الأحلام ”السريالية" لدى الأفراد أثناء الجائحة، بسبب طبيعة الإغلاق ورتابة الحياة، التي جعلت الدماغ يبحث عن طريقة ”لكسر" هذا النمط الرتيب، وذلك من أجل إنعاش ذاته. ولكنها لم تٌختبر حتى الآن، إذ لا توجد آلية لقياسها بعد، ولكنها، كما يذكر إريك هول، تفتح فضاءً أوسع لفهم طبيعة عمل الأحلام وأهميتها التطورية لدى البشر.